# João Viegas de Paula Nogueira
João Viegas de Paula Nogueira (Olhão, 10 de junho de 1859 — Lisboa, 16 de dezembro de 1944) foi um médico-veterinário e professor universitário que se destacou no campo da bacteriologia e como higienista.

## Biografia
Nasceu em Olhão, filho de João Viegas Nogueira e Joaquina Paula Nogueira, uma família de posses modestas para cujos magros proventos contribuiu, quando estudante, com os escassos recursos obtidos em lições e explicações. Ainda estudante liceal era admirado pela sua inteligência e conhecimentos revelados sobre literatura, arte e ciências, revelando dotes invulgares para a sua idade e nível de educação. A fama que granjeou nos meios intelectuais de Olhão, onde residia, levou a que fosse convidado para conferente numa sessão comemorativa de Camões. Houve-se tão bem que obteve a atribuição de subsídios para frequentar o curso de Medicina Veterinária do Instituto Geral de Agricultura de Lisboa. Concluiu o curos em 1886.
Fixou-se em Lisboa, onde em 1888, foi nomeado Inspector Sanitário da Câmara Municipal de Lisboa, depois, Inspector do Mercado Geral de Gados e, ainda, responsável pela fiscalização do contrato de abastecimento de carnes àquela cidade. Pela distinção e competência no desempenho daquelas funções, a Câmara Municipal de Lisboa louvou Paula Nogueira e conferiu-lhe a medalha de prata de bons serviços. Nas suas funções de inspector sanitário e como político, destacou-se no processo de higienização do fabrico industrial do pão em Lisboa e foi, em colaboração com Antunes Pinto e Inácio Ribeiro, o introdutor da tuberculina em Portugal.
Simultaneamente iniciou uma carreira como docente do curso de Medicina Veterinária no então Instituto Geral de Agricultura, instituição onde se licenciara. Foi inicialmente nomeado chefe de serviço dos laboratórios da instituição, transitando em 1893 para lente da 17.ª cadeira do recém-criado Instituto de Agronomia e Veterinária ficando encarregado do ensino das disciplinas de Patologia e Clínica das Doenças Contagiosas e de Direito Veterinário. Com a reforma da estrutura do Instituto ocorrida em 1915 manteve a regência da cadeira que na nova Escola de Medicina Veterinária passou a ser designada por Patologia e Clínica das Doenças Contagiosas e Polícia Sanitária, Jurisprudência Veterinária e Deontologia. Em 1918 foi nomeado Professor Ordinário da Escola Superior de Medicina Veterinária, encarregado da regência da 9.ª cadeira, funções que manteve até ser atingido pelo limite de idade em 1929. Foi ainda director da Escola Superior de Medicina Veterinária de no período de 1923 a 1930.  Como professor, era conhecido pelas suas aulas que se pautavam pela fluidez da dicção e pelo cuidado que colocava na sua apresentação. Na data da sua jubilação foi, por proposta do respectivo conselho escolar, nomeado pelo Governo como «director honorário» da Escola Superior de Medicina Veterinária.
O início da carreira docente de Paula Nogueira coincidiu com a expansão do ensino e da investigação da moderna bacteriologia em Portugal, fruto da implementação das teorias de Louis Pasteur sobre a origem microbiológica das doenças e sobre a vacinação antirrábica. Integrou-se no grupo formado pelos lentes Joaquim Ignácio Ribeiro e Antunes Pinto, formando o grupo pioneiro da investigação microbiológica em veterinária. A estes três investigadores se deve arranque da investigação em microbiologia e nas patologias veterinárias infecciosas em Portugal, que levou à criação, embora em condições precárias, de um laboratório de microbiologia no Pavilhão de Química do então Instituto Geral de Agricultura (que transitou para a Escola Superior de Medicina Veterinária).
O trabalho pioneiro executado naquele laboratório levou a que aquando da reforma do ensino superior de 1886, a chamada Reforma de Emídio Navarro, que conduziu à extinção do Instituto Geral de Agricultura e a criação em sua substituição do Instituto de Agronomia e Veterinária, fosse um construído um Laboratório de Bacteriologia em edifício próprio e convenientemente apetrechado. Este laboratório, o primeiro laboratório especificamente destinada ao estudo da bacteriologia que existiu em Portugal, ainda persiste nas estruturas da Faculdade de Medicina Veterinária de Lisboa. O laboratório recebeu em 1930 o nome de «Laboratório Paula Nogueira» porque até 1929, ano da aposentação por limite de idade, aquele professor ali trabalhou em bacteriologia e foi seu diretor.
Durante a sua carreira de professor universitário e investigador participou em vários congressos internacionais da sua especialidade, onde apresentou notáveis trabalhos, nomeadamente no Congresso da Tuberculose, que se realizou em Coimbra no ano de 1895, no Congresso de Patologia Comparada de Paris (1912) e nos Congressos Veterinários Internacionais realizados em Berna (1885), Baden-Baden (1899) e Londres (1914). Foi membro do Comité Internacional de Epizotias, participando na sua reunião plenária realizada em Paris no ano de 1911.
Para além da sua carreira como professor e investigador, participou em múltiplas actividades de extensão rural, tendo sido membro do Conselho Superior Técnico da Agricultura e, a partir de 1918, director dos Serviços de Instrução Agrícola do Ministério da Agricultura. No campo da divulgação e extensão, foi ainda director da Revista de Medicina Veterinária e, após a aposentação, continuou uma notável obra de divulgação agrícola e veterinária como colaborador dos jornais Vanguarda, O Século, Diário de Notícias, Gazeta das Aldeias, Lavrador e Portugal Agrícola, entre outros periódicos.
Manteve-se ligado à sua terra natal e para além dos temas agronómicos, zootécnicos e de veterinária, escreveu também sobre outros assuntos, nomeadamente sobre Olhão e o Algarve, tendo colaborado na revista O Algarve Ilustrado. Foi presidente da direcção da Casa do Algarve em Lisboa em 1931.
Em 1893 foi encarregado pelo Ministro das Obras Públicas Bernardino Machado e pela Sociedade de Geografia de Lisboa de visitar os Açores, então em plena campanha autonómica (que levaria à autonomia administrativa de 1895). Foi acompanhado nessa missão pelo geólogo José Maria do Rego Lima e pelo agrónomo João Coelho da Mota Prego. Dessa visita resultou a publicação de vários artigos em O Século e a obra As ilhas de S. Miguel e Terceira.
No campo político, foi figura de referência do Partido Republicano Português a partir da década de 1880. Atingiu relevância política nacional em 1897, ano em que integrou a Comissão Municipal Republicana de Lisboa, juntamente com Teófilo Braga, Andrade Neves, Teixeira de Magalhães e Coelho da Silva. Noa anos finais do regime monárquico foi dirigente da Academia de Estudos Livres, de orientação republicana. Após a implantação da República Portuguesa teve grande relevância política, sendo em 1918 eleito senador no Congresso da República pelo círculo eleitoral do Minho nas listas do Partido Nacional Republicano. Na década de 1920 um dos principais dirigentes da Frente Nacional Republicana, liderado por Machado Santos.
Recebeu em 1907 a comenda da Ordem de Santiago, pelo seu mérito científico, publicações e relevantes serviços prestados para a resolução económica do abastecimento de carnes à cidade de Lisboa. Foi também alvo de uma homenagem pela Câmara Municipal de Olhão em junho de 1933, sendo dado o seu nome a uma das principais ruas da cidade. Também foi grande oficial da Ordem do Mérito Agrícola.
Era sócio honorário da Sociedade de Ciências Médicas de Lisboa e do Instituto de Coimbra e sócio correspondente da Academia Veterinária da França, da Sociedade Veterinária de L'Aube e da Sociedade Portuguesa de Ciências Naturais.
Em homenagem póstuma, em 1968 o Ministério da Educação Nacional atribuiu o seu nome à Escola Preparatória de Olhão, atualmente designada por Escola Básica 2,3 Dr. Paula Nogueira, parte do Agrupamento de Escolas Professor Paula Nogueira de Olhão.

## Obras
O Professor João Viegas Paula Nogueira colaborou em várias publicações agronómicas, como o Portugal Agrícola, e foi director da Revista de Medicina Veterinária. Entre outras obras, publicou as seguintes:
- Ensaio de bacteriologia pratica aplicada às doenças do homem e dos animais (1893)
- Micróbios e vacinas: esboço (1886)
- As ilhas de S. Miguel e Terceira. Administração do Portugal Agricola, Lisboa, 1894.
- O Novo Tratamento da Difteria e o Instituto Bacteriológico de Lisboa (1895)
- A Tuberculose Pecuária e a Higiene Pública (1896, em colaboração com o Dr. Sousa Martins)
- O Carbúnculo e as Vacinas Carbunculosas (1898)
- Les Animaux Agricoles (1900)
- L’Agriculture aux Açores et Madère in Bernardino Camilo Cincinnato da Costa & Luiz de Castro (editores) Le Portugal au point de vue agricole. Imprensa Nacional, Lisboa, 1900.
- Abastecimento urbano de leite (1914)
- Aproveitamento dos salgados do Algarve pela exploração do gado lanígero (1915)
- Doenças internas não contagiosas dos animais domésticos (1917)
- Doenças externas não contagiosas dos animais domésticos (1917)
- Doenças contagiosas e parasitários dos animais domésticos (1918)
- Professor Joaquim Inácio Ribeiro (1916)
- Gados (1929)
- Bois, vacas e vitelas (1932)
- Abastecimento de carnes à Cidade de Lisboa (1934)